# Дружба (учения, 1982)
«Дружба-82» — общевойсковые учения СССР и стран Варшавского договора, проходившие зимой — весной 1982 года.

## Ход учений

### Этапы учений
25 — 30 января учения проходили на территории ЧССР. В учениях принимали участие части и подразделения вооружённых сил СССР, ЧССР, ВНР. Учения проводились с целью отработки взаимодействия между штабами и войсками в зимних условиях.
13 — 20 марта оперативно-тактические учения проходили в северо-западной части ПНР. В учениях приняли участие воинские части Советской Армии, Национальной народной армии ГДР и народного Войска Польского. Учения проводились с целью выяснить боевую подготовку воинов, степень взаимодействия подразделений союзных армий и родов войск и служб, командные навыки офицерского состава.

## Гости
На учениях «Дружба-82» побывали Первый секретарь ЦК ПОРП, Председатель Совета министров ПНР Войцех Ярузельский и Генеральный секретарь ЦК КПЧ, Президент ЧССР Густав Гусак.
По словам генерал-лейтенанта В. Г. Павлова, бывшего в тот момент руководителем представительства КГБ СССР при МВД ПНР, учения «Дружба-82» проводились во время политического кризиса в Польше как «предупредительные» воинские демонстрации по личной просьбе Войцеха Ярузельского, как и предшествовавшие им «Союз-81» — по просьбе С. Кани.

## Итоги. Оценки
По опыту учений генерал-лейтенантом Б. П. Уткиным для Объединённых вооружённых сил государств — участников Варшавского договора была написана работа «Интернациональное воспитание воинов»
Запад расценил учения «Дружба-82» как возврат к враждебной политике проводимой Советским Союзом, что было отражено в ежегодном отчёте о Советских Вооружённых силах, за авторством исследователя Советских Вооружённых сил и войск стран Варшавского договора Уильяма Бакстера. Эксперт по вопросам Центральной и Восточной Европы д-р Джеффри Саймон отметил гибкость и маневренность в совместных операциях союзников в глубоком тылу условного противника, а также высокую мобильность с которой осуществлялись маневры.
Ханспетер Нойхольд, профессор Австрийского института международной политики, в своей сравнительной таблице советских учений, даёт учениям «Дружба-82» всего 2 балла (для сравнения, «Запад-81» — 9 баллов, «Щит-84» — 12 баллов).
В ежегодном американском отчёте «СССР: факты и цифры» за 1986 год, указываются следующие регионы Чехословакии, в которых проходили учения: Литомержице, Либерец, Прага, Пльзень. Называется приблизительное общее количество задействованных чехословацких, венгерских и советских войск — 26 тыс. человек.